# Jonathan Worth

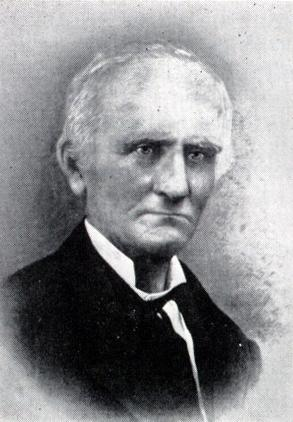
Jonathan Worth

Jonathan Worth (* 18. November 1802 im Randolph County, North Carolina; † 6. September 1869) war ein US-amerikanischer Politiker. Er amtierte als der 39. Gouverneur des Bundesstaates North Carolina.

## Frühe Jahre und politischer Aufstieg
Johnathan Worth besuchte die Greensboro Academy und studierte anschließend Jura. Nach seiner Zulassung als Rechtsanwalt eröffnete er eine Kanzlei. Ab 1830 war er mit Unterbrechungen politisch aktiv. Von 1830 bis 1832 saß er als Whig im Repräsentantenhaus von North Carolina und von 1840 bis 1841 im Staatssenat. In den Zwischenzeiten war er als Anwalt tätig.

## Bürgerkriegszeit
Im Vorfeld des Bürgerkrieges war er gegen den Austritt North Carolinas aus der Union. Auch danach blieb er kritisch gegenüber der Konföderation. Aus Loyalität gegenüber seiner Heimat nahm er aber 1863 das Amt des Finanzministers von North Carolina (State Treasurer) an. Dabei zeichnete er Staatsanleihen in Millionenhöhe zur Finanzierung des Haushalts, der unter den Kriegsausgaben litt. Aus finanziellen Gründen wurden die Schulen geschlossen und erst unter Gouverneur Tod Caldwell (1871–1874) wieder eröffnet. Kurz vor dem Fall der Stadt Raleigh im Jahr 1865 wurde Worth von Gouverneur Zebulon Vance mit der Evakuierung der staatlichen Archive betraut. Dieser erfüllte diese Aufgabe mit der Auslagerung der Archive in das Alamance County. Sein Ansehen war so hoch, dass er auch unter dem provisorischen Gouverneur William Woods Holden im Amt des Finanzministers blieb und erst zurücktrat, als er gegen diesen für das Amt des Gouverneurs kandidierte.

## Gouverneur von North Carolina
Im Herbst 1865 fand eine außerordentliche Gouverneurswahl statt, die Worth gegen Holden gewann. Bei den regulären Wahlen im Jahr 1866 wurde er in diesem Amt bestätigt. Er war Kandidat der so genannten „Conservative Party“, einer Partei, die sich aus Demokraten und Resten der Whig Party kurzzeitig gebildet hatte. Worth blieb bis 1868 im Amt. Der Gouverneur setzte sich für eine schnelle Wiedereingliederung seines Landes in die Union ein. Ebenfalls in dieser Zeit wurde den ehemaligen Sklaven und schwarzen Mitbürgern das Wahlrecht verliehen. Das Land litt unter den Folgen des Krieges. Es gab das Problem der Eingliederung der ehemaligen Sklaven in die neue Gesellschaft. Auf der anderen Seite keimte Gewalt auf, die von Organisationen wie dem Ku-Klux-Klan verbreitet wurde. Die Wirtschaft war am Boden und erholte sich nur langsam.
Das wichtigste politische Ereignis in seiner Amtszeit war die Verabschiedung einer neuen Verfassung für North Carolina. Die ursprüngliche Verfassung aus dem Jahr 1776 war zwar mehrmals durch Zusätze ergänzt worden, aber trotzdem nicht mehr zeitgemäß. Nach dem Bürgerkrieg bestand nun akuter Handlungsbedarf, die Verfassung den geänderten Bedingungen anzupassen. Zum ersten Mal gab es allgemeine Wahlen für die wichtigsten Ämter des Staates. Die Regierungsbeamten, einschließlich des Gouverneurs, wurden nun auf vier Jahre gewählt, Richter bekamen eine achtjährige Amtszeit. Das Wahlrecht war nicht länger an Landbesitz oder sonstiges Eigentum gebunden und es galt auch für Afroamerikaner. Die staatliche Pflicht, öffentliche Schulen zu unterhalten, wurde in der Verfassung verankert. Außerdem wurde das Amt des Vizegouverneurs geschaffen. Im Vergleich zur alten Verfassung wurde die Regierung gegenüber dem Abgeordnetenhaus gestärkt. Später wurde durch neue Zusätze seitens der Abgeordneten versucht, die Machtverteilung wieder zu ändern, was nur teilweise gelang. Durch das Segregationssystem wurde versucht, die Rassentrennung durchzusetzen und somit die Verfassung zu unterlaufen. Bis Mitte des 20. Jahrhunderts bestand die Segregation in allen Südstaaten. Ansonsten galt die Verfassung von 1868 bis 1971. Weil die Verfassung auf Druck des Kongresses entstanden war, war sie bei den konservativ-reaktionären Kräften des Staates unbeliebt.
Die neue Verfassung fand auch nicht die Zustimmung des Gouverneurs. Daher verzichtete er auf eine erneute Kandidatur und hielt die Wahl seines Nachfolgers für illegal. Er weigerte sich, die Amtsgeschäfte ordnungsgemäß zu übergeben, und musste erst durch Druck der militärischen Besatzungsmacht nachgeben.
Worth starb 14 Monate nach dem Ausscheiden aus dem Amt des Gouverneurs. Er war mit Maritia Daniel verheiratet. Das Paar hatte acht Kinder.